# GoldenEye: Rogue Agent
GoldenEye: Rogue Agent ist ein James-Bond-Videospiel aus dem Genre der Ego-Shooter. Das von Electronic Arts Los Angeles (EALA) und Savage Entertainment unter einer Lizenz von MGM und EON Productions/Danjaq, LLC entwickelte Spiel wurde am 22. November 2004 von Electronic Arts für die Spielkonsolen GameCube, Xbox und PlayStation 2 veröffentlicht. Am 3. Dezember wurde das Spiel auch in Deutschland veröffentlicht. Mitte des Jahres 2005 folgte außerdem eine Umsetzung für die Handheld-Konsole Nintendo DS.
Rogue Agent ist der Nachfolger des erfolgreichen Bond-Spiels Alles oder Nichts. Trotz des Titels GoldenEye hat das Spiel allerdings keine direkte Beziehung zum gleichnamigen Kinofilm GoldenEye oder der sehr erfolgreichen Videospiel-Adaption GoldenEye 007. Vielmehr wählte EA den Titel wohl, um die zahlreichen Fans des ursprünglichen GoldenEye 007 als Käufer zu gewinnen.
An der Entwicklung waren bekannte Schauspieler und Mitwirkende der James-Bond-Kinofilme beteiligt, darunter Christopher Lee und Sir Ken Adam, die Musik stammt von DJ Paul Oakenfold.

## Handlung
In Rogue Agent übernimmt der Spieler erstmals nicht die Rolle des bekannten Agenten James Bond, sondern eines abtrünnigen MI6-Agenten. Dieser verlor auf einer Mission gegen Dr. No sein rechtes Auge und wurde danach wegen unnötiger Gewalt und Brutalität aus dem Geheimdienst entlassen. Kurz darauf wird die Hauptfigur vom Schurken Auric Goldfinger als Handlanger rekrutiert und kämpft nun in dessen Auftrag.
Für seine Arbeit in Goldfingers Diensten wird der abtrünnige Agent von Goldfingers Helfer Francisco Scaramanga (dem bösen Gegenstück zu Q) mit einem künstlichen goldenen Auge (englisch golden eye) ausgestattet. Allerdings kämpft man auch als böser Agent nicht gegen die „guten“ MI6-Agenten, sondern gegen die Schergen eines weiteren Bösewichts: Dr. No. Dabei begegnet der Spieler vielen bekannten Figuren aus verschiedenen Bond-Filmen, darunter Ernst Stavro Blofeld, Pussy Galore (Goldfinger), Xenia Onatopp (GoldenEye) und Oddjob (Goldfinger), deren Computermodelle den Schauspielern aus den jeweiligen Filmen nachempfunden wurden.
Als GoldenEye kämpft der Spieler nun an verschiedenen Schauplätzen gegen Dr. Nos Männer, darunter Hongkong, Las Vegas, der Hoover Dam und schließlich Dr. Nos Festung. Durch eine Überladung eines Atomreaktors zerstört der Spieler Dr. Nos Festung, wodurch auch No selbst umkommt. Anschließend kommt es noch einmal zu einer Wendung der Ereignisse, als dem Agenten eröffnet wird, dass Goldfinger ihn hereingelegt hat, weil er ihn nun als Bedrohung seiner Pläne ansieht. GoldenEye entkommt und wendet sich nun zusammen mit Scaramanga und Pussy Galore gegen Goldfinger. Im letzten Level des Spieles kommt es im Krater eines erloschenen Vulkans zum Kampf gegen Goldfingers Männer. Es gelingt dem Agenten, einen Virus in Goldfingers Superwaffe zu laden, wodurch diese mitsamt Goldfinger explodiert. Allerdings sieht man, dass Scaramanga ihn ebenfalls benutzt hat, um für einen Unbekannten Auftraggeber Dr. No und Goldfinger zu töten.

## Entwicklung
Unter Leitung des Ausführenden Produzenten Patrick Gilmore und Lead Designer Dan Orzulak begann die Entwicklung des Spieles Anfang des Jahres 2003. Ursprünglich sollte es den Titel „Dr. No vs Goldfinger“ tragen.
Als Grundlage des Spieles diente dieselbe Spiel-Engine, die bereits bei den drei vorherigen Bond-Videospielen von EA zum Einsatz kam. Außerdem verwendete man die Havok-Physik-Engine.
Bei der Erstellung der Computermodelle mehrerer bekannter Charaktere, darunter Dr. No, Goldfinger und Xenia Onatopp wurde das Team von Rene Morel unterstützt, der die Computermodelle des Animationsfilms Final Fantasy: Die Mächte in dir schuf. Kostümgestalterin Kym Barrett (Matrix-Trilogie) half im Präproduktions-Prozess bei der Gestaltung der Kostüme verschiedener Spielfiguren. Bei der Gestaltung der Schauplätze wurde das Entwicklungsteam von Oscar-Preisträger Sir Ken Adam unterstützt, der bereits die Kulissen für mehrere James-Bond-Filme wie Moonraker oder Man lebt nur zweimal baute.
Als Sprecher standen die prominenten Darsteller Christopher Lee (Francisco Scaramanga) und Judi Dench (M), die den von ihnen verkörperten Filmfiguren ihre Stimme liehen. Zu den weiteren Sprechern gehörte unter anderem der aus Babylon 5 bekannte Schauspieler Jason Carter. Mit der musikalischen Untermalung des Spieles wurde der bekannte DJ Paul Oakenfold beauftragt, der bereits die Soundtracks für verschiedene Kinofilme komponierte.
Insgesamt bestand das Entwicklungsteam aus über 120 Personen.

## Gameplay
Das Spiel beinhaltet insgesamt 8 Level, die jeweils aus mehreren Karten bestehen. Viele der späteren Missionen bestehen sogar aus über einem Dutzend verschiedener Karten. In jeder Mission müssen mehrere Ziele erfüllt werden, welche jedoch meist aus simplen Aufgaben wie „gelange von A nach B“ bestehen. Hilfe erhält der Spieler dabei durch einen eingeblendeten Pfeil, der ihm grob die Richtung weist.
Hauptaufgabe des Spielers bleibt es jedoch, wie im Ego-Shooter-Genre üblich, viele Gegner mit Waffengewalt aus dem Weg zu räumen. Hierzu stehen im Laufe des Spieles eine Vielzahl von Pistolen, Gewehren, Schrotflinten und anderen Waffen zur Verfügung, die je nach gestellter Aufgabe auch in Kombination eingesetzt werden können. Die Spielfigur kann dabei in jeder Hand eine Waffe tragen (dual wielding). Daneben hat der Spieler auch die Möglichkeit, Gegner als Geiseln zu nehmen und sie als Schutzschild zu verwenden, oder sie im direkten Nahkampf KO zu schlagen.
Eine Besonderheit des Spieles sind die Todesfallen, die vom Spieler betätigt werden können und mehrere Gegner zugleich töten. Hierzu gehören etwa Falltüren, austretendes Giftgas oder entzündende Raketenantriebe. Eine weitere Besonderheit ist das goldene Auge, das der Spielfigur Spezialfähigkeiten verleiht und im Laufe des Spieles mehrmals durch neue Fähigkeiten erweitert wird. Hiermit stehen dem Spieler Fähigkeiten wie Röntgenblick, ein Schutzschild oder eine Fernsteuerung für Geräte zur Verfügung. Allerdings sind diese Fähigkeiten nicht ständig verfügbar und müssen sich nach Gebrauch erst wieder aufladen.
Da im Bond-Franchise generell nur sehr wenig Blut zu sehen ist, gibt es auch in Rogue Agent kein Blut. Stattdessen versprühen getroffene Gegner blaue Funken. Die Handlung erklärt dies mit dem Konzept, dass die Schurken High-Tech-Schilde verwenden, die von Dr. No entwickelt wurden.

## Multiplayer
Der Mehrspieler-Teil des Spiels bietet auf allen 3 Konsolen bis zu vier Spielern die Möglichkeit, mittels Split Screen gegeneinander anzutreten. Mit Xbox und PlayStation 2 sind außerdem Spiele mit bis zu acht Spielern über eine Onlineverbindung möglich.
Insgesamt stehen 20 Maps und mehrere Spielmodi zur Verfügung. Die Mehrspielerkarten sind teilweise an Original-Schauplätze aus den Kinofilmen angelehnt. So erinnert die Karte Funhouse stark an den Film Der Mann mit dem goldenen Colt.

## Sprecher
| Figur                | Engl. Sprecher   | Deutscher Sprecher |
| -------------------- | ---------------- | ------------------ |
| Dr. Julius No        | Carlos Alazraqui |                    |
| James Bond           | Jason Carter     |                    |
| M                    | Judi Dench       |                    |
| Pussy Galore         | Jeannie Elias    |                    |
| Ernst Stavro Blofeld | Gideon Emery     |                    |
| Xenia Onatopp        | Jenya Lano       |                    |
| Francisco Scaramanga | Christopher Lee  |                    |
| Auric Goldfinger     | Enn Reitel       |                    |

## Erfolg
Trotz vieler bekannter Mitwirkender blieben die Verkaufszahlen aufgrund der recht durchschnittlichen Qualität und schlechter Kritiken hinter den Erwartungen von Electronic Arts zurück (genaue Zahlen wurden nicht genannt). Einfluss auf Bewertungen und Verkaufszahlen hatte wahrscheinlich auch der Veröffentlichungstermin, da das Spiel nur wenige Wochen nach den Bestsellern Halo 2 und Half-Life 2 veröffentlicht wurde.
Das Ende des Spiels deutete auf eine geplante Fortsetzung hin; durch die niedrigen Verkaufszahlen erscheint die Produktion einer direkten Fortsetzung jedoch fraglich. Stattdessen entwickelte Electronic Arts ein neues Bond-Spiel namens From Russia with Love (Liebesgrüße aus Moskau). Außerdem erschien ein halbes Jahr nach Rogue Agent eine angepasste Version für die Handheldkonsole Nintendo DS.

## Kritik
Von der Fachpresse wurde das Spiel stark kritisiert, man stufte es als durchschnittlichen Ego-Shooter ohne Innovationen und Charakterentwicklung, sowie grafisch und technisch nicht überzeugend ein. Oft moniert wurde die Anleihe vieler Spielelemente aus Halo: Kampf um die Zukunft (einer der „Genre-Könige“), ohne jedoch die Qualität des Originals zu erreichen.
Auch die Nutzung des Titels GoldenEye, mit dem eine nicht vorhandene Nähe zum sehr erfolgreichen Bond-Spiel GoldenEye 007 von Rare vorgegaukelt wird, wurde von vielen Magazinen kritisiert. Die Wertungen der Fachpresse schwankten stark, von niedrigen 30 % bis zu überdurchschnittlichen 80 %. Die Spielebewertungs-Website gametab.com errechnete aus 34 verschiedenen Wertungen von Onlinespieleseiten eine durchschnittliche Wertung von etwa 60 %.